# Xiao Yanyan
Xiao Yanyan —蕭燕燕— (953 - 1009) va ser una emperadriu Khitan de la Dinastia Liao, de l'Antiga Xina. El seu nom xinès era Xiao Chuo. Es va casar amb l'Emperador Jingzong de Liao. A la mort del seu marit l'any 982, ella esdevingué regent del seu fill, l'Emperador Shengzong, i passà a ser formalment anomenada Emperadriu Vídua Chengitan.
Xiao Yanyan comandà el seu propi exèrcit de 10.000 soldats fins que va tenir 60 anys. Les tropes de la Dinastia Song van atacar Liao l'any 986, però foren repel·lides i derrotades l'any 989. Ella és coneguda per les seves grans habilitats com a administradora civil i va retenir la seva influència política fins que va morir.
Xiao Chuo va ser la tercera filla de Xiao Siwen, canceller de Liao. A una edat molt jove, es va distingir de les seves germanes per ser molt minuciosa en totes les tasques que emprenia. Impressionat, el seu pare la va escollir perquè esdevingués la consort del nou Emperador Shengzong.
L'any 1995 es va gravar una pel·lícula xinesa La Gran Emperadriu Vídua de Liao (大遼太后), produïda per l'Estudi Liaoning Film, interpretada per l'estrella Mu Qing com a Xiao Yanyan. També és un personatge secundari a moltes adaptacions de Generals of the Yang Family, així com en la sèrie televisiva coreana L'Emperadriu Cheonchu (천추태후/千秋太后).